# Лебедева, Наталья Борисовна
Наталья Борисовна Лебедева (род. 16 декабря 1964, Запорожье) — советская фигуристка, тренер. Двукратная серебряная призёрка чемпионата Европы в одиночном катании (1989, 1990), двукратная чемпионка Советского Союза в одиночном катании (1984, 1990).

## Биография
Родилась на Украине, в 1970-е годы переехала в Свердловск. Среди тренеров Лебедевой были Игорь Ксенофонтов, Эдуард Плинер и Борис Рогацкин. Одним из первых крупных соревнований была Зимняя Спартакиада народов СССР 1978 в Свердловске, где Наталья заняла 15-е место среди девушек. 
В настоящее время тренирует в Одинцово Московской области. Является судьей международной категории, судит любительские соревнования и соревнования российского уровня. В частности, являлась техническим специалистом в женском одиночном катании на этапе гран-при Rostecelom Cup в 2020 году.

## Спортивные достижения
| Соревнование/Год        | 1982 | 1983 | 1984 | 1985 | 1986 | 1987 | 1988 | 1989 | 1990 |
| Зимние Олимпийские игры | -    | -    | -    | -    | -    | -    | -    | -    | -    |
| Чемпионаты мира         | -    | -    | -    | 7    | 10   | -    | -    | 5    | 5    |
| Чемпионаты Европы       | -    | -    | -    | 6    | 4    | -    | -    | 2    | 2    |
| Чемпионаты СССР         | 8    | 5    | 1    | 3    | 3    | -    | 2    | 2    | 1    |